# Catedral de Cristo Rey (Lexington)
La catedral de Cristo Rey (en inglés: Cathedral of Christ the King) es una catedral católica ubicada en Lexington, Kentucky, Estados Unidos. Es la sede de la diócesis de Lexington.
La parroquia de Cristo Rey fue fundada en la Diócesis de Covington, el 22 de julio de 1945. En un principio, la misa y otras funciones parroquiales se celebraron en la capilla de la Academia de Santa Catalina. El reverendo George J. O'Brien fue nombrado primer párroco de la parroquia. Él tuvo que renunciar poco después a causa de la mala salud y fue reemplazado por el reverendo Richard O'Neill. La parroquia se trasladó a su actual emplazamiento, el 12 de mayo de 1946. Las funciones parroquiales se llevaron a cabo en una estructura prefabricada. La Escuela de Cristo Rey fue inaugurada en 1951 y las Hermanas de la Divina Providencia formaron la facultad inicial. La actual iglesia y casa parroquial fue construida en el estilo arquitectónico moderno de 1965 a 1967 por $ 1.5 millones. El 14 de enero de 1988 el Papa San Juan Pablo II estableció la Diócesis de Lexington, y Cristo Rey se convirtió en la catedral de la nueva diócesis. El Centro de la catedral se añadió a las instalaciones de la parroquia en 1992.